# Rosemary Fowler
Rosemary Fowler (* 1926 in Suffolk, Vereinigtes Königreich, als Rosemary Brown) ist eine britische Physikerin. Sie entdeckte 1948  einen neuen Zerfallsmodus des Kaons, der wegweisend für die spätere Entdeckung der Paritätsverletzung war.

## Leben und Werk
Fowler wuchs in Malta, Portsmouth und Bath auf, da ihre Familie aufgrund der Arbeit ihres Vaters als Ingenieur bei der Royal Navy oft umzog. Sie war die einzige Schülerin ihres Jahrgangs, die eine Universität besuchte. Sie studierte Physik an der Universität Bristol, wo sie ihren Bachelor of Science als eine der ersten Frauen in Physik mit Auszeichnung abschloss. Daher konnte sie im Juni 1947 als eine der wenigen Frauen als Doktorandin in Cecil Powells Gruppe mit ihrer Promotion beginnen.

## Entdeckung des Kaon-Teilchens

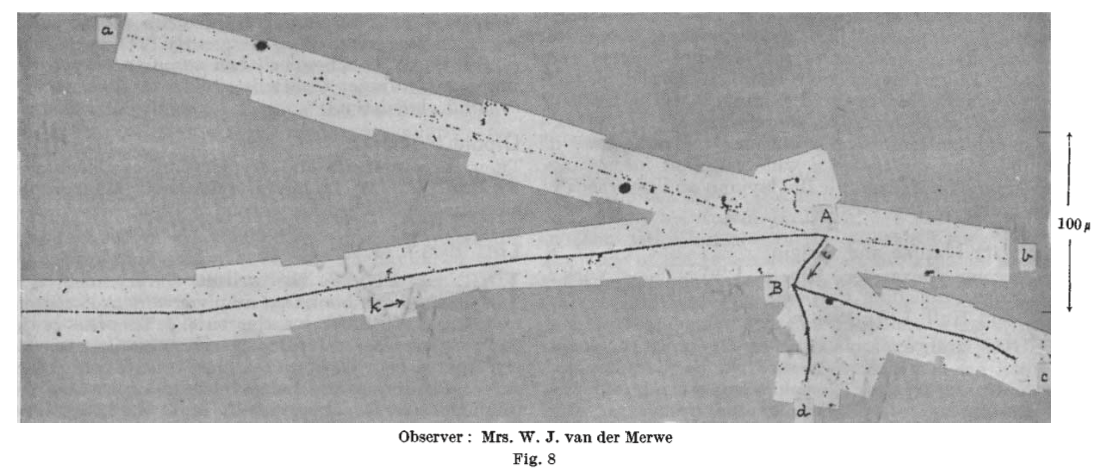
Die „k-Spur“-Platte zeigt den Drei-Pionen-Zerfall eines positiv geladenen Kaons. Das Kaon (k) tritt links ein und zerfällt in ein -Meson (a) und zwei -Mesonen (b und c). Das Meson wechselwirkt dann mit einem Atomkern in der Emulsion bei B.

Fowler untersuchte Teilchenspuren in fotografischen Emulsionen, die kosmischer Strahlung ausgesetzt waren. Vor der Erfindung von Teilchenbeschleunigern waren solche Emulsionen die wichtigste Datenquelle für hochenergetische Teilchen. Eine Scannerin zeigte Fowler 1948 die Platte mit jenen Zerfallsspuren, die später eine Revolution in der Teilchenphysik einleiten sollten. Fowler sah diese ungewöhnlichen Partikelspuren in fotografischen Emulsionen, die in großer Höhe auf dem Jungfraujoch in der Schweiz kosmischer Strahlung ausgesetzt waren, und entdeckte ein Partikel, das in drei Pionen zerfiel.
Die von ihr beobachtete Spur, später als „k“ bezeichnet, wies auf ein unbekanntes Teilchen hin, das heute als Kaon oder K-Meson bekannt ist. Rätselhafterweise war die k-Spur das Spiegelbild eines Teilchens, das zuvor von Kollegen in Manchester beobachtet worden war. Allerdings zerfiel die Spur des Manchester-Teams in zwei Pionen, nicht in drei. Dies widersprach der damals für die Teilchenphysik als gültig angenommenen Paritätserhaltung und wurde später durch die Paritätsverletzung durch die schwache Wechselwirkung erklärt.
Der Erste, dem Fowler von ihrer Entdeckung berichtete, war ihr Doktorandenkollege Peter Fowler. Er war drei Jahre älter als sie, aber ein Studienjahr unter ihr, da sein Studium durch Kriegsdienst unterbrochen worden war. Im darauffolgenden Jahr verließ sie die Universität, nachdem sie ihre Entdeckung in drei wissenschaftlichen Arbeiten (Brown et al.) mit Powells Team veröffentlicht hatte, darunter zwei in Nature.
Sie heiratete Fowler im Juli 1949 und bekam mit ihm drei Töchter. Ihre Promotion schloss sie nie ab, unterstützte jedoch ihren Mann weiterhin. Alle Töchter studierten Naturwissenschaften, Mary Fowler wurde Geophysikerin am Darwin College in Cambridge.
2004 unterstützte Fowler die Royal Astronomical Society bei der Einrichtung des Fowler-Preises für Leistungen in der Astronomie zum Gedenken an ihren Ehemann und ihren Schwiegervater Ralph H. Fowler.

## Ehrungen
Im Rahmen einer privaten Abschlussfeier in der Nähe ihres Zuhauses in Cambridge wurde ihr im Juli 2024 vom Kanzler der Universität Bristol, Sir Paul Nurse, die Ehrendoktorwürde der Naturwissenschaften verliehen.
Ihr Beitrag wurde im Laufe der Zeit und in verschiedenen Veröffentlichungen oft ihrem Mann oder Powell zugeschrieben. Es scheint ein Beispiel für den „Matilda-Effekt“ zu sein, das Phänomen, dass die Beiträge von Wissenschaftlerinnen oft übersehen oder ihren männlichen Kollegen zugeschrieben werden. In den meisten Physikabteilungen ihrer Zeit war die Geschlechterparität weitestgehend missachtet. Powells Labor bildete eine Ausnahme. Das Zusammentreffen von Kriegszeiten und einem neuen wissenschaftlichen Ansatz hatte das Geschlechterverhältnis verschoben. Die großen Mengen an gesammelten Fotodaten erforderten, dass Powell Scannerteams anheuerte, meist Frauen, die Fotos akribisch durchsuchten und alles Ungewöhnliche oder Interessante einem der Physiker zur weiteren Analyse übergaben.

## Veröffentlichungen
- mit U. Camerini, P. H. Fowler, H. Muirhead, C. F. Powell, D. M. Ritson: Observations with Electron-Sensitive Plates Exposed to Cosmic Radiation. In: Nature. Band 163, Nr. 4132, 1949, S. 47–51. doi:10.1038/163047A0.
- mit U. Camerini, P. H. Fowler, H. Muirhead, C. F. Powell, D. M. Ritson: Observations with Electron-Sensitive Plates Exposed to Cosmic Radiation: Part 2. Further Evidence for the Existence of Unstable Charged Particles, of Mass ∼1,000 me, and Observations on their Mode of Decay. In: Nature. Band 163, Nr. 4133, 1949, S. 82–87. doi:10.1038/163082A0.
- mit U. Camerini, P. H. Fowler, H. Heitler, D. T. King, C. F. Powell: Nuclear transmutations produced by cosmic-ray particles of great energy. Part I. Observations with photographic plates exposed at an altitude of 11,000 feet. In: The London, Edinburgh, and Dublin Philosophical Magazine and Journal of Science. Band 40, Nr. 307, 1949, S. 862–881. doi:10.1080/14786444908561408.